# Logística electrónica
La logística electrónica, también conocida como E- logística( E-logistics en inglés) es el término que se le atribuye al conjunto de operaciones físicas y electrónicas realizadas por una empresa para llevar a cabo una transacción de E-commerce, está basada en el intercambio electrónico de datos ( en inglés electronic data interchange o EDI) y permite mejorar la rapidez, confiabilidad, seguridad y eficacia de las transacciones en línea.
El objetivo principal de E- logística es mejorar el proceso de compra y venta de bienes y servicios en una E-shop, desde la recepción de órdenes de compra por parte del consumidor, hasta la verificación de inventarios, alistamiento de pedidos, empaque, transporte y envío por parte del vendedor. Las ventajas que ofrece E- logística al consumidor final es brindar confiabilidad y rapidez a la hora de comprar en línea y la comodidad de comprar desde su casa sin importar horarios de env y/o compra de los productos. Para el vendedor tiene de igual manera ventajas a su favor como el mejoramiento de sus procedimientos de órdenes de pedido, optimizar el flujo de información con el cliente, sincronizar correctamente las órdenes de pedido con su Sistema de Planificación de recursos empresariales ('ERP', por sus siglas en inglés, enterprise resource planning).